# Registro (hardware)
En arquitectura de ordenadores, un registro es una memoria de alta velocidad y poca capacidad, integrada en el microprocesador, que permite guardar transitoriamente y acceder a valores muy usados, generalmente en operaciones matemáticas.
Los registros están en la cumbre de la jerarquía de memoria, y son la manera más rápida que tiene el sistema de almacenar datos. Los registros se miden generalmente por el número de bits que almacenan; por ejemplo, un "registro de 8 bits" o un "registro de 32 bits". Los registros generalmente se implementan en un banco de registros, pero antiguamente se usaban biestables individuales, memoria SRAM o formas aún más primitivas.
El término es usado generalmente para referirse al grupo de registros que pueden ser directamente indexados como operandos de una instrucción, como está definido en el conjunto de instrucciones. Sin embargo, los microprocesadores tienen además muchos otros registros que se usan con un propósito específico, como el contador de programa.
Por ejemplo, en la arquitectura IA32, el conjunto de instrucciones define 8 registros de 32 bits.

## Tipos de registros
- Los registros de datos se usan para guardar números enteros. En algunas computadoras antiguas, existía un único registro donde se guardaba toda la información, llamado acumulador.
- Los registros de memoria se usan para guardar exclusivamente direcciones de memoria. Eran muy usados en la arquitectura Harvard, ya que muchas veces las direcciones tenían un tamaño de palabra distinto que los datos.
- Los registros de propósito general (en inglés GPRs o General Purpose Registers) pueden guardar tanto datos como direcciones. Son fundamentales en la arquitectura de von Neumann. La mayor parte de las computadoras modernas usa GPR.
- Los registros de coma flotante se usan para guardar datos en formato de coma flotante.
- Los registros constantes tienen valores creados por hardware de sólo lectura. Por ejemplo, en MIPS el registro cero siempre vale 0.
- Los registros de propósito específico guardan información específica del estado del sistema, como el puntero de pila o el registro de estado.

También existen los registros bandera y de base.